# Praxilla occidentalis
Praxilla occidentalis är en ringmaskart som beskrevs av McIntosh 1885. Praxilla occidentalis ingår i släktet Praxilla och familjen Maldanidae. Inga underarter finns listade i Catalogue of Life.